# Марракеш (станция)
Станция Марракеш (фр. Gare de Marrakech, араб. محطة مراكش‎) — железнодорожный вокзал в Марракеше, расположенный в центре новой части города. В настоящий момент является южной конечной точкой железнодорожной сети Марокко.
Старое здание вокзала было открыто в 1923 году в период французского протектората над Марокко.
8 октября 2008 года рядом со старым зданием вокзала было открыто новое. Оно расположено на 100 метров ближе к центру города, напротив Королевского театра. Новый вокзал больше по размеру и построен с учетом планов расширения железнодорожной сети дальше на юг по направлению к Агадиру и строительства высокоскоростных железнодорожных магистралей. На территории вокзала есть торговая зона с магазинами и кафе.
Ежедневного из Марракеша отправляется 16 прямых поездов в Фес через Касабланку, а также 2 прямых поезда в Танжер. Кроме того, в Касабланке возможна пересадка на поезд в Уджду.

## Галерея

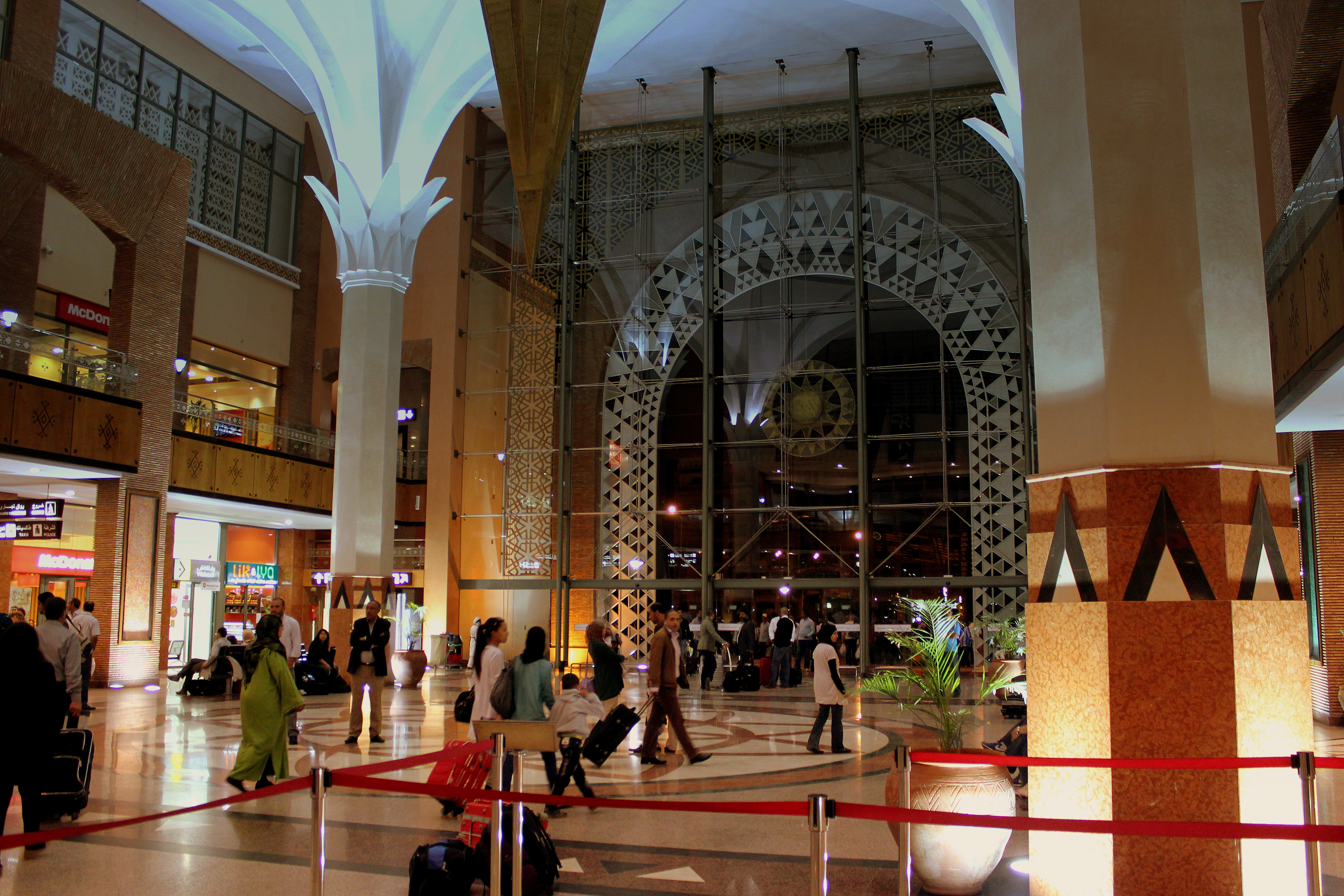
Интерьер вокзала
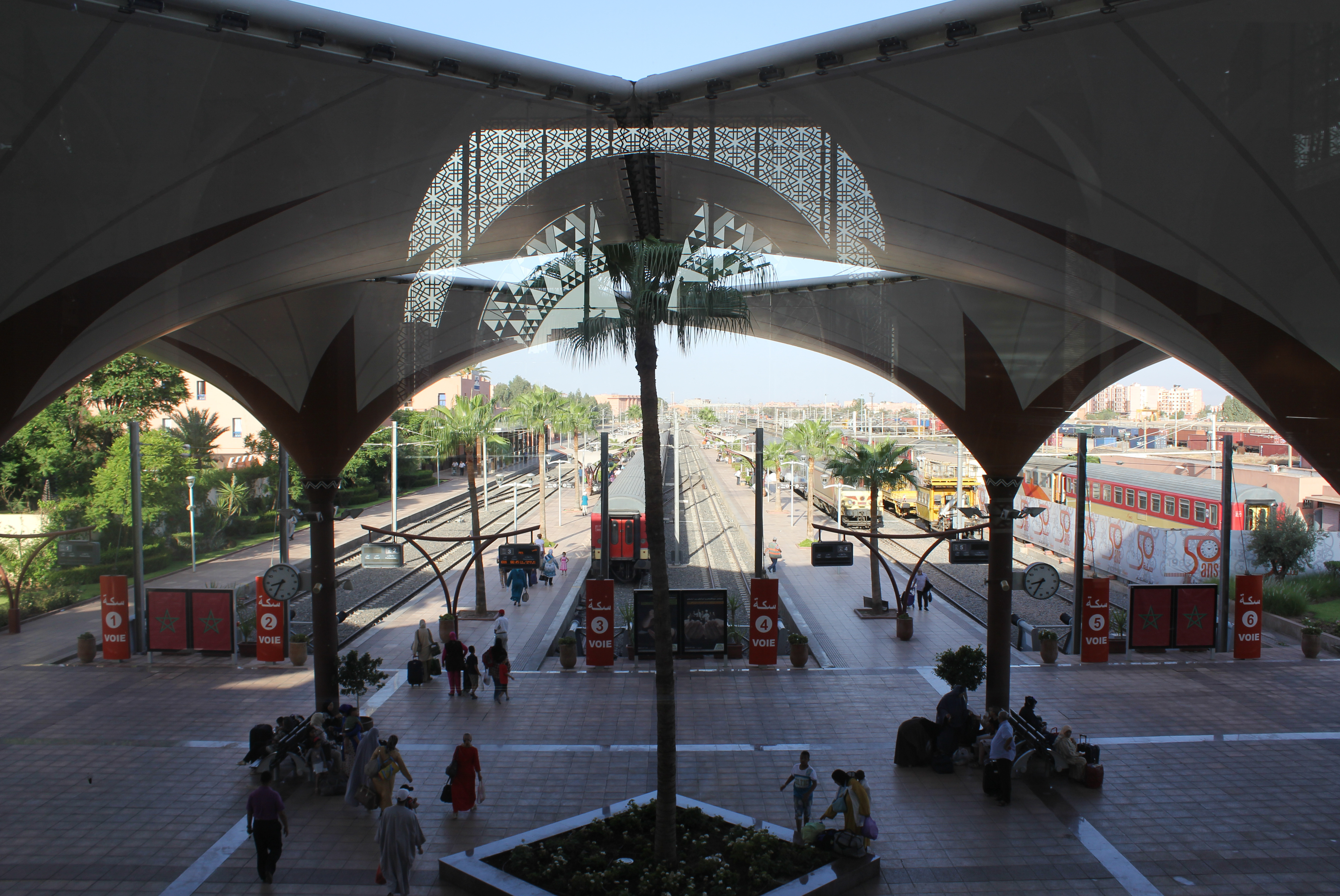
Вид из вокзала на пути
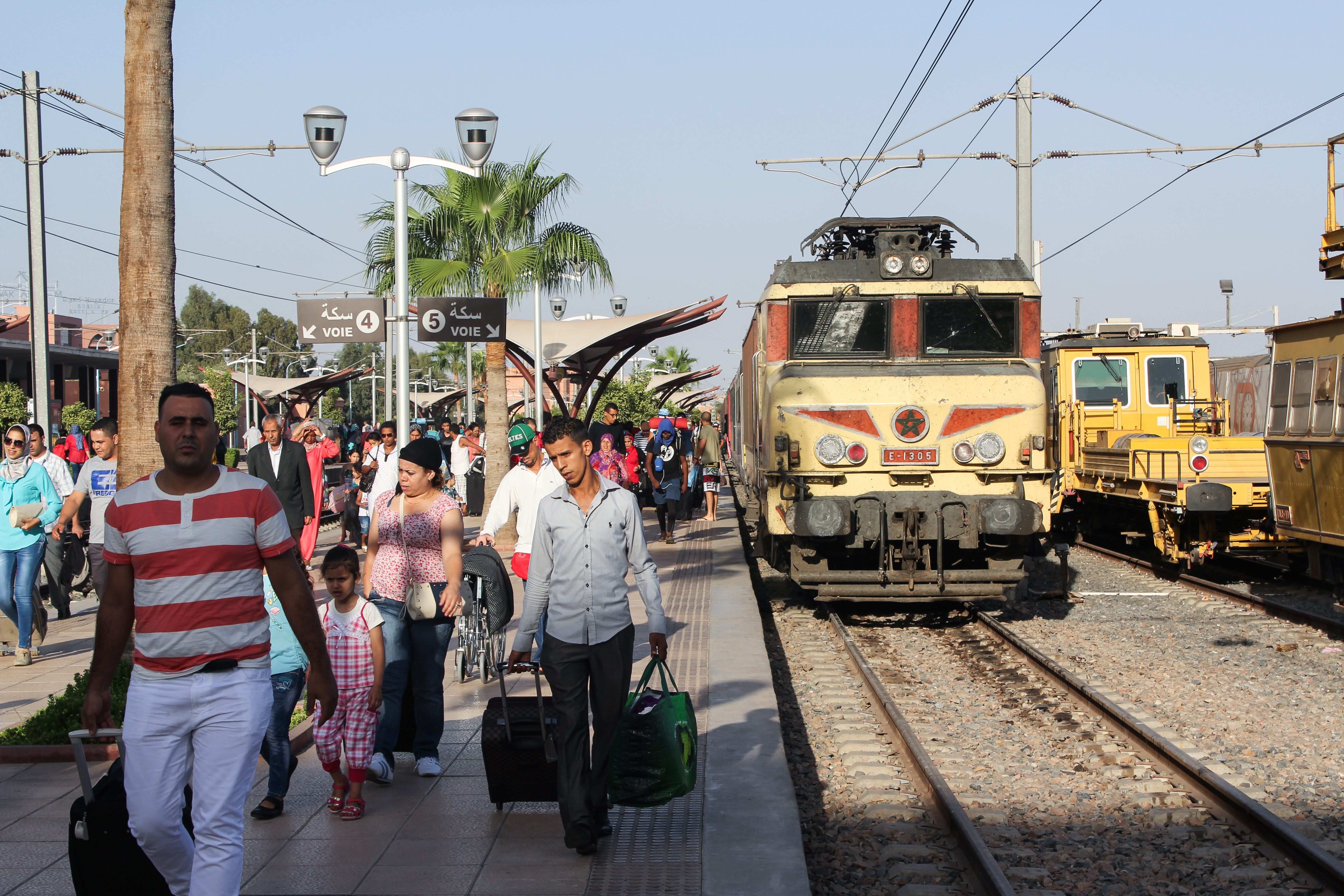
Платформа
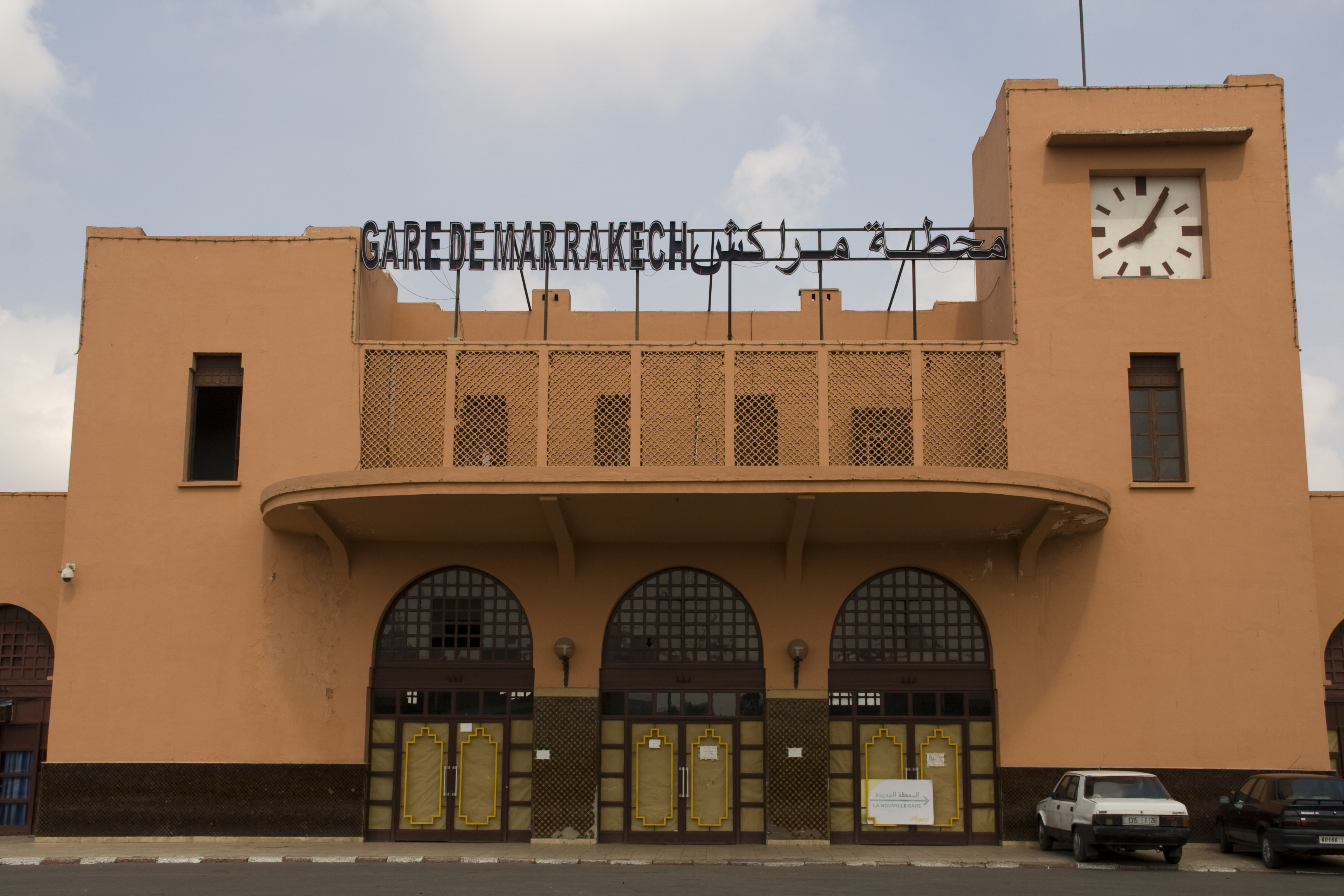
Старое здание вокзала